# نبرد وادی المخازن
نبرد وادی المخازن یا نبرد قصرالکبیر که با نام نبرد سه پادشاه نیز شناخته می‌شود، بین سلسله سعدیان و امپراتوری پرتغال در تاریخ ۳۰ جمادی‌الثانی ۹۸۶ هجری قمری (۴ آگوست ۱۵۷۸ میلادی) درگرفت. این نبرد از یک مبارزه قدرت بین محمد متوکل و سلطان ابومروان عبدالملک به جنگی با پرتغال به رهبری شاه سباستین تبدیل شد. هدف سباستین این بود که تمام سواحل مراکش را تحت کنترل بگیرد و از حمله دوباره دولت مراکش به اندلس جلوگیری کند. بدین ترتیب سباستین تلاش کرد که یک جنگ صلیبی را آغاز کند. نیروهای مراکشی تحت فرمان عبدالملک با حمایت عثمانی‌ها در این نبرد پیروز شدند و امپراتوری پرتغال حاکمیت، پادشاه، ارتش و بسیاری از دولتمردان خود را در این نبرد از دست داد. تنها یک عضو از خانواده سلطنتی باقی ماند و امپراتوری پرتغال پس از ۹۳ سال حکومت، ناچار به ادغام در اسپانیا شد. شکست پرتغال در این نبرد و ناپدید شدن سباستینِ بدون فرزند منجر به پایان دودمان اویش و ادغام کشور در اتحادیه ایبری به مدت ۶۰ سال تحت سلطه دودمان فلیپی در یک اتحادیه دودمانی با اسپانیا شد.

## نام نبرد
نام این نبرد در بیشتر منابع نبرد وادی المخازن ذکر شده، همچنین به دلیل وقوع آن در حوالی قصر الکبیر با نام نبرد قصرالکبیر نیز شناخته می‌شود. در این نبرد عبدالملک سلطان وقت مراکش به رغم پیروزی، درست پس از نبرد به علت جراحات یا به دلیل بیماری از دنیا رفت. محمد المتوکل که مدعی سلطنت مراکش بود، برادرزاده و رقیب عبدالملک بود. محمد المتوکل نیز در جریان نبرد کشته شد. سباستین پادشاه وقت پرتغال نیز در طی نبرد مفقودالاثر شد. به دلیل از بین رفتن سه حاکم در جریان این نبرد، برخی منابع عنوان نبرد سه پادشاه را نیز برای توصیف آن به کار برده‌اند.

## یادداشت
1. ↑  Sebastian disappeared in the battle and was later presumed dead. This would lead to Sebastianism, a myth based on the belief that he would reappear and return to Portugal at some critical point in the future.[۲][۳][۴]